# Un hipster en la España vacía
Un hipster en la España vacía es una película española de comedia y sátira política dirigida por Emilio Martínez-Lázaro y escrita por Daniel Castro, basada en la novela homónima de Daniel Gascón. Está protagonizada por Lalo Tenorio, Berta Vázquez, Paco León, Macarena García, Rober Bodegas y Lucía Díez. Fue estrenada en Prime Video el 27 de marzo de 2024.

## Trama
A Quique (Lalo Tenorio) le encargan liderar la política de su partido de izquierdas en la España Vaciada en un pueblo de Teruel, pero no sabe ni por dónde empezar. Se enfrenta solo a un pueblo dispuesto a tomarle el pelo ante sus propuestas modernas y, por si esto fuera poco, pronto descubre que enviarlo allí es un plan de su novia (Macarena García) y del líder de su partido (Paco León) para poder estar juntos. Solo contará con su buena voluntad y con Lourdes (Berta Vázquez), la camarera del bar, que quiere evitar que el pobre siga haciendo el ridículo y que entienda que la clave de su éxito reside en aprender a escuchar a sus nuevos vecinos.

## Reparto
- Lalo Tenorio como Quique
- Berta Vázquez como Lourdes
- Paco León como Gaspar
- Macarena García como Lina
- Rober Bodegas como Ramón
- Lucía Díez como Candela[2]
- Marta Fernández Muro como Olvido
- Tito Valverde como Máximo
- Miguel Rellán como Cosme
- Manuel Manquiña como Padre Pascual

## Producción
En noviembre de 2020, se anunció que Netflix había adquirido los derechos de la novela Un hipster en la España vacía de Daniel Gascón para adaptarla a audiovisual, aunque aún estaba por ver si sería película o serie. Aunque finalmente Netflix apostó por hacer una serie, en 2023 Prime Video anunció que había adquirido el proyecto y que había sido reconvertido en película, y que Emilio Martínez-Lázaro había sido contratado para dirigirla. Para abril de 2023, la productora anunció que estaban buscando 600 extras para el rodaje de la película en la comarca de Matarraña en la provincia de Teruel.
El 28 de abril de 2023, durante una presentación de Prime Video de sus futuros proyectos españoles, se anunció que Un hipster en la España vacía estaría protagonizada por Lalo Tenorio y Berta Vázquez. El 8 de mayo de 2023, se anunció que Paco León, Macarena García, Rober Bodegas, Tito Valverde, Miguel Rellán y Manuel Manquiña también serían parte del reparto. El rodaje de la película comenzó ese mismo mes, en el municipio turolense de Fuentespalda.

## Lanzamiento y marketing
El 8 de febrero de 2024, Prime Video lanzó las primeras imágenes y el póster de Un hipster en la España vacía. El 26 de febrero de 2024, Prime Video lanzó el tráiler de la película y anunció que se estrenaría directamente en su plataforma el 27 de marzo de 2024.

## Recepción
Un hipster en la España vacía ha recibido críticas mixtas por parte de los críticos. Entre las críticas negativas, Irene Crespo de Cinemanía le dio a la película dos estrellas de cinco, escribiendo que en la cinta "se intuyen tantas anécdotas más que podría dar para saga [...] e incluso para serie", pero describió su ejecución como "una comedia de fórmula e industria que encuentra algún buen gag, bien colocado, sobre todo, entre ese reparto veterano". Raquel Hernández Luján de Hobby Consolas le dio a la película un 45 de 100, diciendo que la película "recala en la larga tradición de películas que explotan el tópico del contraste campo-ciudad hasta mostrando La ciudad no es para mí" y que el guion "no es particularmente ingenioso [...] pero es que además reincide en romances insulsos metidos con calzador y números musicales sonrojantes", además de describir a sus personajes principales como "bastante sosos y tienen poca química", concluyendo que "tomados por separado hay momentos hilarantes, pero como conjunto Un hípster en la España vacía no funciona". Pedro de Frutos de El Ónfalos le dio a la película un 5,1 de 10, describiéndola como "un film nada problemático en el que se acentúan las diferencias entre la nueva política y las costumbres del lugar [del pueblo]" y concluyendo que "sencilla y sin más pretensiones, es un retrato parcial y poco comprometido de la España vacía".
Lionel Marrero de Soydecine elogió la banda sonora de Roque Baños y las actuaciones de actores experimentados como Paco León, Macarena García, Tito Valverde y Berta Vázquez, pero criticó la actuación de Lalo Tenorio, diciendo que "[su] falta de experiencia [...] hace que nos encontremos con un protagonista con poco magnetismo" y el guion lo describió como "una comedia bastante simple", concluyendo que la película "encontrará su audiencia; la misma, quizá, que disfruta de comedias españolas de corte más familiar como Padre no hay más que uno, Vacaciones de verano o incluso Ocho apellidos vascos". Francisco Griñán le dio a la película dos estrellas de cinco, escribiendo que la cinta "fue un más de lo mismo" y que "alumbra escenas descacharrantes, aunque la ironía acabe discurriendo hacia lo complaciente, previsible, convencional y políticamente correcto".
Entre las críticas positivas, Sofía López de FilaSiete le dio a la película tres estrellas de cinco, diciendo que "aunque el director presume expresamente de ser de izquierdas, plasma las contradicciones y excesos de cierto partido (no se nombra)", la cinta "se desarrolla en general con aciertos, pues refleja las contrariedades de muchas políticas actuales, anacrónicas y ridículas, de un modo desenfadado y amable". Mario Hernández de mundoCine le dio a la película tres estrellas y media de cinco, describiendo su comedia como "muy bien equilibrada a lo largo del guion [...], que trata de poner en valor de manera satírica y punzante el hecho de que para querer convencer, hay que educar, no imponer" y escribiendo sobre su guion que cuenta "con un mensaje contundente [...] [que] se ve representado de manera continuada a lo largo de todo el metraje, pero que está mal salpimentado por una historia de amor que no termina de profundizarse lo suficiente", concluyendo que es "una 'feel good movie' capaz de hacer ver que por muy buenas que sean las ideas, si su implementación no tiene un impacto real en la sociedad en la que se pretenden implantar, no supondrán ningún tipo de mejora". Eduardo Parra de La Opinión de Málaga escribió que la película repite "la misma fórmula que en [los] anteriores trabajos [de Emilio Martínez-Lázaro] pero con un elemento añadido: la representación de la política y su trascendencia en la sociedad, y todo embadurnado de parodia" y que lo mejor de la cinta "reside en su capital humano interpretativo", concluyendo en la cinta, Martínez-Lázaro hace "lo que se le da mejor, la realidad de nuestro sociedad aunque sea una utopía".
Irene Abecia Navarro de Cinemagavia le dio a la película un 6.8 de 10, describiéndola como "una comedia con un profundo trasfondo reivindicativo sobre el éxodo del mundo rural y la superchería a la que nos someten los políticos de hoy en día" y elogiando las interpretaciones de Valverde, Miguel Rellán y sobre todo Vázquez. Irene M. Piñero de El Cofre Suena escribió que la película "nos presenta una retahíla de personajes a cada cual más disparatado" y que "consigue hacer humor de esas políticas demasiado coloridas en papel y poco útiles en la práctica con elegancia, haciendo sátira sin llegar a lo casposo", concluyendo que "nos asegura una comedia blanca y apta para toda la familia, con grandes actores y su correspondiente final feliz [...] sin duda esta película será bien recibida por la audiencia de Ocho apellidos vascos".